# メキシコ独立革命

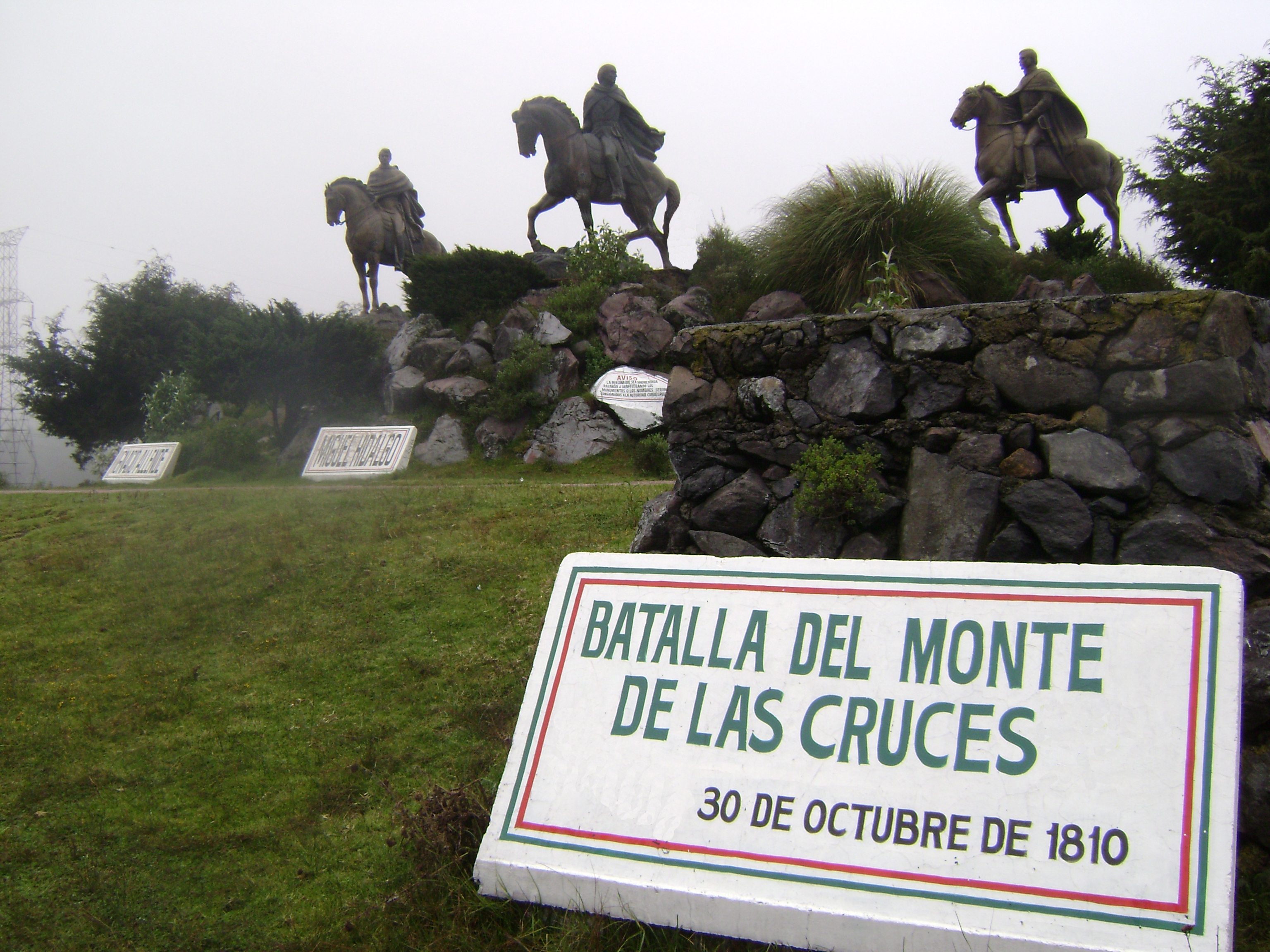
モンテ・デ・ラス・クルセスの戦い（1810年10月30日）の記念碑

メキシコ独立革命（メキシコどくりつかくめい）、またはメキシコ独立戦争（メキシコどくりつせんそう、スペイン語： Independencia de México、英語： Mexican War of Independence）は、スペイン領植民地であったメキシコ（ヌエバ・エスパーニャ）の独立に向けた戦争（1810年 - 1821年）。1810年9月16日に始まった当初は植民支配者に対する農民反乱として始まったが、最終的には政教分離や自由主義を掲げ独立を望むリベラル派（liberales）と、カトリックおよび君主制の権威の尊重や身分制・集権制の保持を主張し独立を望まなかった保守派（conservadores）が手を組む意外な展開となり、メキシコ独立へと至った。

## 独立への最初の動き
歴史家の中には、メキシコの独立闘争は1650年12月、アイルランド人のカトリック教徒、ウィリアム・ランポート（William Lamport、別名ギジェン・デ・ランパルト Guillen de Lampart、ギジェン・ロンバルド Guillén Lombardo）が異端審問監獄から脱走し、独立宣言文をメキシコシティ中に貼って回ったときが始まりであるとする者もいる。これは新世界で最初の独立宣言であるのみならず、民主的な選挙で選ばれた君主を置くこと、人種の平等、土地改革をすることを公約した最初の文書でもある。ランポートの望みはメキシコがスペインの支配を破り、教会と国家が完全に分離することであったが、彼は数日後に逮捕され、異端として火刑に処された。

## ミゲル・イダルゴの独立運動

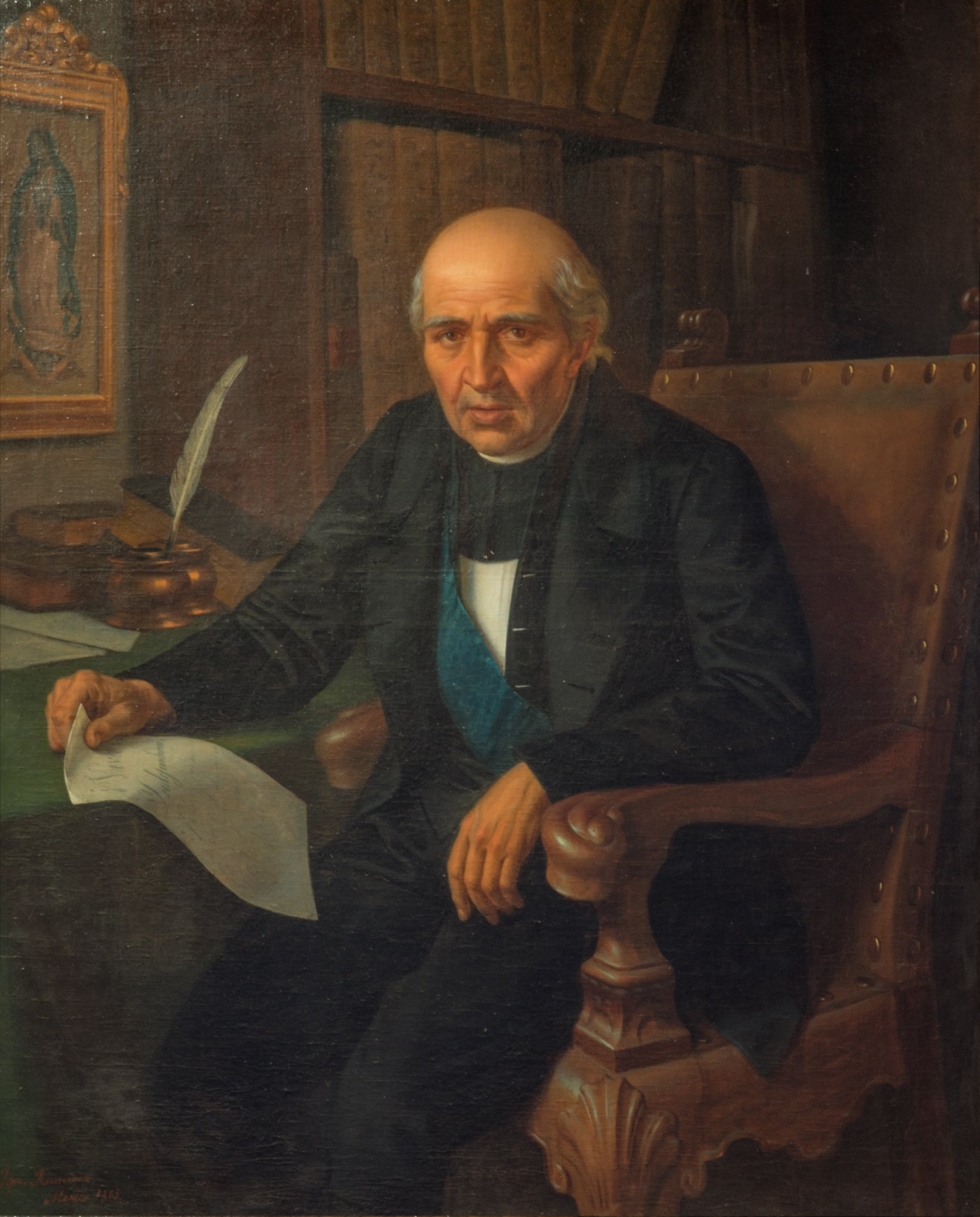
ミゲル・イダルゴ

フェルナンド7世の退位とフランス軍のスペイン侵攻のニュースがヌエバ・エスパーニャに届いたのは、1808年7月16日であった。ほどなくしてフランス政府と対仏抵抗政府の両方の使者がヌエバ・エスパーニャに訪れ、各自の政府を承認するよう要請した。この事態を受けて一部のペニンスラール（支配階級であるイベリア半島生まれのスペイン人）は副王を解任し、退役軍人のペドロ・デ・ガリバイを副王にし、1810年9月には新たにハビエル・デ・ベネガスが副王に着任した。
ちょうど同じ頃、メキシコ中央高原の現在のケレタロ市周辺では、反乱を企てるクリオーリョ（被支配階級であるメキシコ生まれの土着の白人）の集団がいた。その中のひとつに、グアナフアト州にある小さな町、ドロレス（Dolores、現在のドローレス・イダルゴ Dolores Hidalgo）で司祭を務めていたミゲル・イダルゴ・イ・コスティーリャ（Miguel Hidalgo y Costilla）が加入した。クリオーリョであった彼はドロレスの司祭として先住民（インディオ）や混血（メスティーソ）の農民や労働者達の生活改善に力を入れる一方、インディオの言葉を覚え、農民の厳しい暮らしに心を痛めていた。またグアナフアトの銀山が唯一の産業であるこの地方の経済を変えるため、産業の多様化が必要だと考えていた。
彼はドロレスで司祭を務め始めた頃から、仲間のクリオーリョたちとともに、先住民とメスティーソの農民が富裕なペニンスラールの地主や貴族に対して蜂起するという計画を企てていた。またイダルゴは自宅を自由な議論の場とし、先住民・メスティーソ・クリオーリョ・ペニンスラールら多様な人々を迎え入れては討論を行っていた。その議題は時事問題などであったが、イダルゴは社会問題や経済問題について自分の意見を披露した。こうした議論の中から、スペインの支配する植民地政府に対して直接蜂起し、ヌエバ・エスパーニャの社会や経済をスペイン人の強権支配から解放するというアイデアが生まれることとなる。
この頃、スペイン本国はスペイン独立戦争が勃発する事態となっていた。この混乱に乗じ、植民地の解放の機運が中南米各地で高まった。またグアナフアト州からケレタロ州にかけて広がるバヒオ（Bajío）の平原の農村に1808～09年にかけて干ばつがあって、1810～11年に飢饉が広がり、大農園の売り惜しみにより主食のトウモロコシの値段が高騰し農民は苦しんでいた。イダルゴ自身は社会的抗議を意識し、直接農民、貧民に呼びかけて蜂起の準備を進め、1810年10月1日を決起の予定日とし、武器弾薬の備蓄を始めていた。ところが蜂起直前の9月13日、仲間の中から裏切り者が出て、この計画が地元政府に漏れてしまった。コレヒドール（地方長官）のミゲル・ドミンゲスは反乱者たちのアジトの捜索や一味の逮捕を命令した。しかし彼の妻であり、実はイダルゴたちの反乱計画の仲間であったホセファ・オルティス・デ・ドミンゲス（Josefa Ortiz de Domínguez）は夫に閉じ込められた部屋から脱出し、イダルゴら仲間たちに警告を送った。
彼女のおかげで逮捕から逃れることができたイダルゴたちは決起の計画を早めることとした。1810年9月16日の早朝、イダルゴはドロレスの教会の鐘を鳴らし会衆を集め、スペイン植民地政府やペニンスラールに対する抵抗を呼びかけた。彼は「我らがグアダルペの聖母万歳！悪辣な政府と植民者たちに死を！」と言ってすべてのスペイン人の追放を訴え、演説を「Mexicanos, ¡viva México! （メキシコ人よ、メキシコ万歳！）」という叫びで締めくくった。この有名な演説は『ドロレスの叫び』（Grito de Dolores）と呼ばれる。この時イダルゴ神父は集まった教区内の先住民に対して副王の打倒を呼びかけ、「独立」を口にはしていない。
この訴えを聞いた原住民や農民はすぐ行動を起こし、当時最大の鉱山町グアナフアトに向かって行進をはじめた。途中で多くの農民やメスティソが参加し、その数は2万3000人に達した。その行進の途中にイダルゴは農民に対する人頭税の廃止、奴隷制の廃止、不当に奪われた農民の土地の返還などの要求を掲げた。

## 独立革命の開始
イダルゴの演説を聞いた群衆は熱狂した。やがて怒れる群衆がこの地方の拠点都市であったグアナフアトに向かって行進した。グアナフアトの鉱山夫たちもドロレスから来た先住民やメスティーソの農民や労働者に加わった。役人や富裕な人々など、彼らに抵抗したペニンスラールは残らず虐殺・略奪された。
イダルゴ率いる独立軍はグアナフアトから一路メキシコシティを目指して進軍し、途中のサカテカス、サン・ルイス・ポトシ、モレリア（当時のバリャドリード）といった都市を陥落させペニンスラールを皆殺しにした。1810年10月30日、彼らはヌエバ・エスパーニャの首都メキシコシティの手前のモンテ・デ・ラス・クルセス（Monte de las Cruces）で政府軍の抵抗にあい、辛くも勝利するものの多大な犠牲を出して進軍の勢いが止まり、首都攻略に失敗した。いくつかの勝利を収めた後、独立軍は被害を立て直すために北のテキサスへ向かった。
翌年、再度首都を目指し南への進撃を開始するものの、クリオーリョも含めた白人全般に対し敵対的な独立軍は幅広い支持を得るのに失敗していた。3月、独立軍は政府軍の待ち伏せにあい大敗し、現在のコアウイラ州のモンクローバで捕虜となった。アメリカ合衆国に逃げようとしたイダルゴは逮捕され、異端審問所（Santo Oficio de la Inquisición）で司祭として審理され、異端と反逆の罪で有罪となり、死刑を宣告された。1811年7月31日、彼は銃殺刑に処され、体は切断されて首はグアナフアト市街に住民への反乱の戒めのため晒された。

## ホセ・マリア・モレーロスの憲法と独立宣言

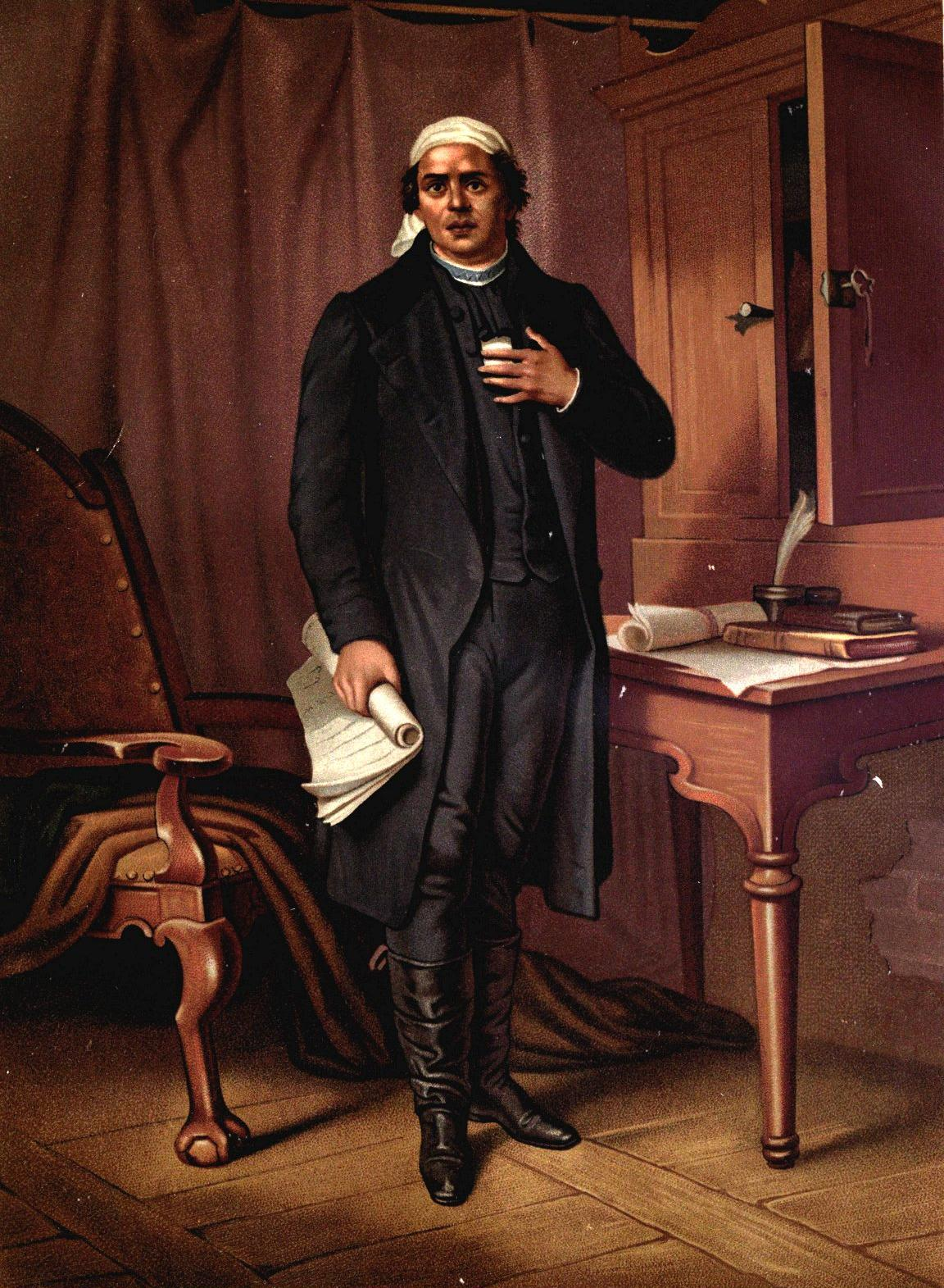
ホセ・マリア・モレーロス

イダルゴは処刑されたものの、ヌエバ・エスパーニャ各地で反乱は相次いでいた。特に大きな反乱は、南部で先住民の血を引くメスティーソのカトリックの司祭であったホセ・マリア・テクロ・モレーロス・イ・パボン（José María Teclo Morelos y Pavón）がイダルゴの蜂起の直後に起こしたものだった。彼は1812年には南部の広い一帯を支配し、1812年にはオアハカ、1813年にはアカプルコと主要都市を次々に陥落させた。
農民運動色の濃いイダルゴらの運動とは異なり、モレーロスの運動ははっきりとスペインからの独立と共和国建設を掲げていた。無秩序の統制されていない農民を率いたイダルゴの蜂起は6ヶ月しか続かない農民一揆そのものであったが、モレーロスの軍は訓練され、規律のある少人数の編成で遊撃戦を行った。南部のほとんどを支配したホセ・マリア・モレーロスは1813年チルパンシンゴ（現在のゲレーロ州）に各地の代表を集め議会を開催し独立宣言を発した。翌年主権在民、三権分立、奴隷制廃止（身分制度の廃止）、私有財産の保障などの自由主義的内容のメキシコ最初の憲法アパチンガン憲法を定めた。これに対し政府軍は各地で攻勢に転じ、1814年ナポレオン戦争の終結でスペイン本国ではフェルナンド7世が国王に返り咲いたこともあり反乱に対する弾圧が激しくなった。モレーロス軍は敗走し、1815年暮れにはホセ・マリア・モレーロスが逮捕され、同年12月22日にサン・クリストバル・エカテペクの村で反逆者として銃殺刑になった。
メキシコのモレーロス州の名は、ホセ・マリア・モレーロスを記念して付けられている。

## グアダルーペ・ビクトリアとゲリラ戦
モレーロス処刑後、ヌエバ・エスパーニャはスペインから指名された副王の支配下で、スペイン王を支持するペニンスラールや保守派クリオーリョらの兵力によって安定しつつあった。1815年から1821年にかけて、スペインからの独立を求める戦闘は孤立したゲリラ組織によって散発的に行われる程度にまでなっていた。これらの組織の中で二人の人物が抜きん出ていた。ホセ・マリア・モレーロスの部下で、彼の後を継ぎ現在のプエブラ州地域で戦っていたグアダルーペ・ビクトリア（Guadalupe Victoria、本名はマヌエル・フェリクス・フェルナンデス〈Manuel Félix Fernández〉。後に初代メキシコ大統領に就任）と、現在のオアハカ州地域で戦っていたビセンテ・ゲレーロ（Vicente Guerrero、後に第2代メキシコ大統領に就任）である。彼らは人望が厚く、ゲリラ達や支持者達から尊敬されていた。

## 独立運動の崩壊とアグスティン・デ・イトゥルビデの遠征
情勢が安定してきたと感じた副王は、1820年、武器を捨てた反乱者には残らず恩赦を与えると布告した。10年間の内戦の疲れとイダルゴおよびモレーロスという独立指導者の死によって、1820年の初頭までに独立運動は行き詰まり、崩壊しつつあった。反乱軍やゲリラ組織は、スペイン軍の手強さと、社会的にもっとも影響力のある民族集団であるクリオーリョに広がった無関心によって困難な立場に置かれていた。イダルゴ軍やモレーロス軍など非正規軍による過剰な暴力や大衆迎合的な政治手法は、クリオーリョの間にあった人種闘争や階級闘争への恐怖を強固にしてしまっていた。クリオーリョらはより流血の少ない独立への道が見つかるまでは、保守的なスペイン植民地支配をいやいやながらでも黙認することに考えを決めていた。
1820年12月、弱体化した反乱軍に対する最後の作戦となるはずだった、ビセンテ・ゲレーロ軍に対する掃討が開始された。副王フアン・ルイス・デ・アポダカは王党派のクリオーリョであるアグスティン・デ・イトゥルビデ（Agustín de Iturbide）をオアハカへと派遣した。イトゥルビデはモレリア（バリャドリード）出身の土着白人で、独立革命の初期にミゲル・イダルゴやホセ・マリア・モレーロスらの強力な独立軍を手ひどく痛めつけて輝かしい戦果を収め、ヌエバ・エスパーニャ植民地政府やその支持者からは熱狂的な名声を集めていた。ヌエバ・エスパーニャのキリスト教会の権威からの覚えも良いイトゥルビデは、敬虔で宗教的で、所有権や社会的特権（フエロ）の守護に献身的に打ち込む、保守派クリオーリョの価値観の化身であった。もっとも、クリオーリョの彼は出世や富への道を閉ざされていたことに強い不満を持っており、独立派ゲリラへ共感を覚えていた。

## スペイン立憲革命とメキシコ独立

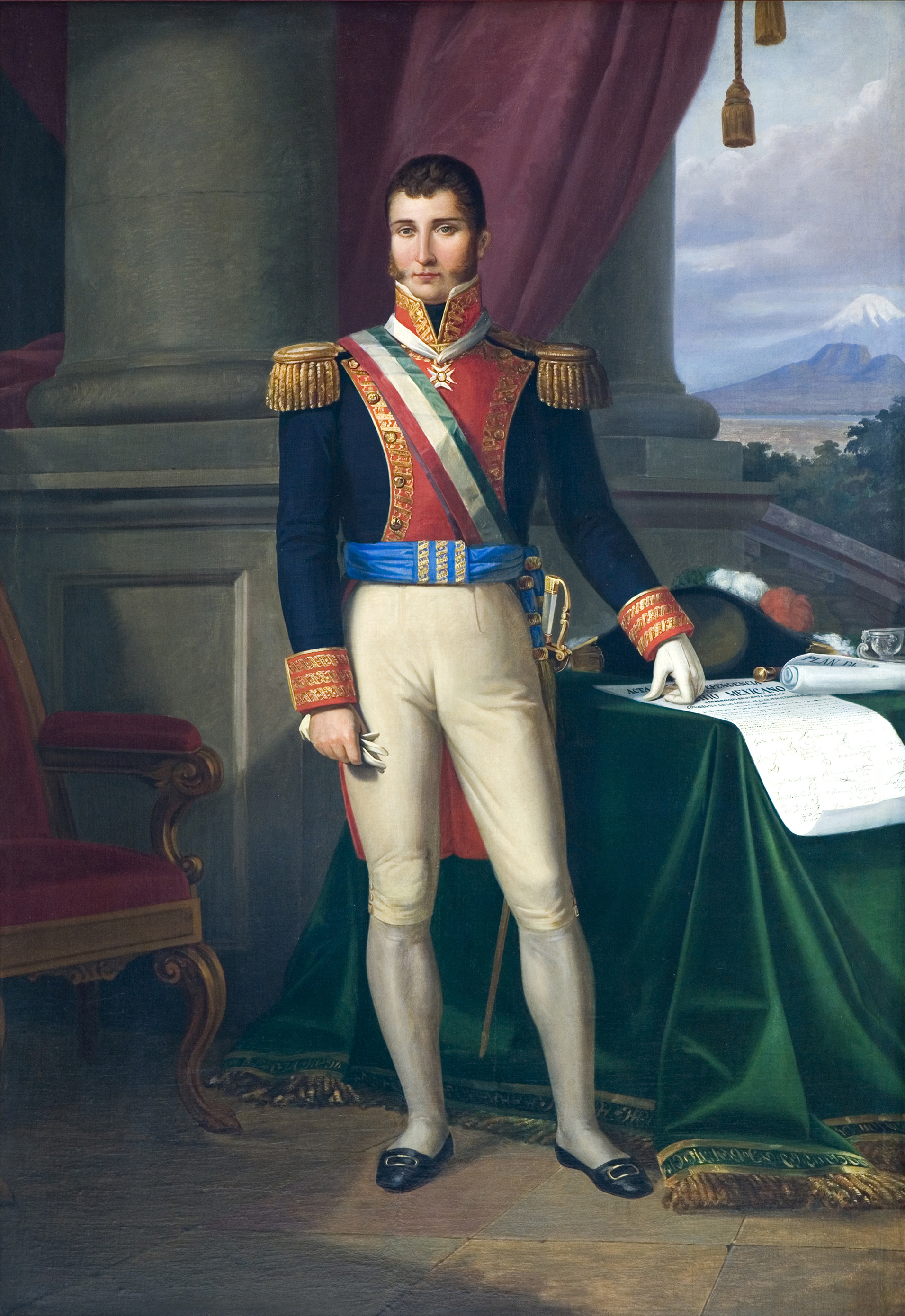
アグスティン・デ・イトゥルビデ

イトゥルビデのオアハカ遠征の任務は、偶然にもスペイン本国でのフェルナンド7世の独裁政治に対する軍事クーデターの成功と同時期であった。クーデターの指導者、ラファエル・デル・リエゴ大佐は南アメリカの独立運動鎮圧のため国王が編成した遠征軍の指揮を任されたが反旗を翻し、リベラルな「1812年憲法」復活に同意するよう国王に強いて、スペインに自由主義が蘇った。（スペイン立憲革命）
自由主義運動の成功のニュースがメキシコに届くと、イトゥルビデはこれを、メキシコを支配する王党派に対する脅威であるとともに、クリオーリョがメキシコの支配権を握る機会でもあるとみた。イトゥルビデの思い通り、植民地の保守派・王党派は母国の自由主義臨時政府に対して反抗し立ち上がり、皮肉にもこれがメキシコのスペインからの独立につながった。イトゥルビデはビセンテ・ゲレーロ軍との最初の衝突の後、植民地政府への忠誠を捨て、反乱軍リーダーのゲレーロと会談し、新しい独立闘争の原則について論議した。
イグアラ（Iguala）の町での駐留の間、1821年2月24日、イトゥルビデはメキシコのスペインからの独立のための三原則（もしくは『保証』）『イグアラ綱領』(Plan de Iguala)を発表した。
1. メキシコは、スペインから迎え入れるフェルナンド7世国王か、保守的なヨーロッパ諸国から迎え入れる王子が支配する独立君主国となる
2. 土着のクリオーリョと、スペイン生まれのペニンスラールは平等な権利と特権を有する
3. カトリック教会はメキシコにおける特権と宗教的独占を保証される

イトゥルビデは彼の率いる軍隊がイグアラ綱領を受け入れたと確信した後、ゲレーロに対し自分の軍隊と合流し、政治的に保守的な新しい独立計画を実現するのを手助けしてほしいと説得した。こうして新しい軍隊、「三つの保証軍（Ejército de las Tres Garantías）」がイグアラ綱領実現のためイトゥルビデの指揮下動き出した。この計画案は広い基盤に基づいていたため、王党派も愛国派も満足するものとなった。スペインからの独立という目標と、カトリック教会の保護は、メキシコの全党派を一体化させたのである。
イトゥルビデはグアダルーペ・ビクトリアなど各地にいたゲリラ的反乱軍を合流して進軍し、スペイン人王党派と本国の自由主義政府とのつながりを断ち切ることに成功した。1821年8月24日にベラクルス州コルドバで、イトゥルビデと副王フアン・オドノフとの間でイグアラ綱領を確認するコルドバ条約が結ばれ、メキシコの独立は決まった。こうして1821年9月15日、イトゥルビデは軍を率い、メキシコシティに抵抗なく入ることに成功し、一方スペイン軍は撤退して戦争は終わった。
この後イトゥルビデのもと新憲法を決める議会が開催されたが、君主のなり手についてはヨーロッパのどこからも良い返事がなかった。フェルナンド7世はメキシコのスペイン植民地復帰を望んでおり、他国の王室もスペインの立場を考えメキシコ王になってほしいという申し出を断った。1822年7月21日、イトゥルビデ自らが皇帝「アグスティン1世」を名乗って君主となり議会から承認され、第一次メキシコ帝国が成立した。